# Dakar-Blaise Diagnes flygplats
Dakar-Blaise Diagnes flygplats, franska: Aéroport International Blaise Diagne, är en internationell flygplats i Senegal. Den ligger 43 kilometer öster om landets huvudstad  Dakar och är landets största flygplats. Den öppnade 2017 och ersatte då Dakar-Léopold Sédar Senghors flygplats som hade blivit för liten för passagerartrafik.
Flygplatsen är uppkallad efter Blaise Diagne (1872–1934), den första västafrikanen i det franska parlamentet Chambre des députés.